# Maelstrom (Automarke)
Maelstrom ist eine britische Automarke.

## Markengeschichte
Mike Eydman gründete 1986 das Unternehmen Maelstrom Cars in Preston in der Grafschaft Lancashire. Er begann mit der Produktion von Automobilen und Kits. Der Markenname lautete Maelstrom. Im gleichen Jahr endete die Produktion zunächst. PACE aus Lancaster in Lancashire setzte die Produktion unter Beibehaltung des Markennamens von 1990 bis 1992 fort. Darauf folgten von 1993 bis 1994 Evans Hunter Sports Cars aus Barnsley in South Yorkshire und von 1998 bis 2002 White Rose Vehicles aus Gillingham in Kent. Von 2002 bis etwa 2014 stellte BWE Sportscars die Fahrzeuge und Bausätze her. Insgesamt entstanden etwa elf Exemplare.

## Fahrzeuge
Im Angebot steht nur ein Modell. Ein Gitterrahmen aus Stahl bildet die Basis. Darauf wird eine offene zweisitzige Karosserie montiert, die aus Aluminium und Fiberglas besteht. Viele Teile kommen vom Ford Cortina und Ford Sierra.